# Mansour Hassan
Mansour Hassan est un homme politique égyptien né le 10 février 1937 à Abou Kebir dans le gouvernorat de Ach-Charqiya et mort le 22 décembre 2012. Ancien ministre de la Culture et de l'Information sous la présidence de Anouar el-Sadate, il se porte candidat à l'élection présidentielle égyptienne de 2012.
Issu d'une famille de paysans, il fait ses premières études à l'école d'El Roda, puis au Victoria College au Caire et également à l'université du Caire.

## Pendant l'époque deAnouar el-Sadate
Il a été question que le président Anouar el-Sadate a été lui nommé vice-président, en remplacement de Mohammed Hosni Moubarak, et Jehan Sadate c’est elle qui l'a nommée à ce poste.[pas clair]
- Hassan lui - même a annoncé dans une interview à la télévision sur la chaîne de télévision Al Tahrir TV Channel (en) qu'il ne sait rien du choix fait par l’ancien président el-sadate comme un vice-président.[pas clair]
- Jehan el-Sadate à cause de sa proximité avec le président el-Sadate fut écarté de la vie politique en Égypte pendant les mandats de Moubarak. Il n'a pas coopéré avec le président Mohamed Hosni Moubarak après son entrée en fonction, sauf une seule fois quand le président Mohamed Hosni Moubarak lui a demandé d'aller en Jordanie pour rencontrer le roi Hussein de Jordanie, qui était son camarade à l’école de Victoria en Égypte (où le roi Hussein a fait ses premières études). Sa mission fut une réussite, et la Jordanie fut le premier pays arabe à rétablir des relations diplomatiques avec l'Égypte, après la rupture des relations diplomatiques de tous les pays arabes sauf Oman, à la suite de la signature des accords de Camp David entre l'Égypte, Israël et les États-Unis en 1978.

## Présidence duConseil consultatif
Le 8 décembre 2011, le maréchal Mohamed Hussein Tantawi, commandant en chef des forces armées, a annoncé la création d'un conseil consultatif (no 283) pour 2011, placé sous la présidence de Mansour Hassan, pour assister le Conseil militaire jusqu'à l'élection présidentielle en Égypte.
Le 7 mars 2012, Mansour Hassan a annoncé son désir de contester l'élection présidentielle égyptienne de 2012.

## Opinions politiques déclarées
Mansour Hassan a déclaré quelques opinions[Lesquelles ?] sur la chaîne Al Tahrir TV Channel. 
Il estime que l'environnement politique égyptien n'a pas liberté politique depuis 1952 (faisant référence à la fin de la monarchie, le 23 juillet 1952). 

## Révolution du 25 janvier
- Il voit que la constitution doit être écrite avant les élections parlementaires de 2012 - après La suspension de la constitution de 1971.
- Il voit que l'armée avait participé à la Révolution, et l'a protégé.